# Catedral de San Juan Bautista
La Catedral de Sant Juan Bautista és la catedral Catòlica Romana de la arxidiòcesi de San Juan de Puerto Rico. La catedral és un dels edificis més antics de San Juan, localitzat al barri vell. Fou la primera església catedral en l'Hemisferi Occidental, creada quan la ciutat era coneguda amb el nom de Puerto Rico, i també la primera diòcesi del Nou Món amb el bisbe Alonso Manso l'any 1511.

## Història
La catedral original fou construïda en fusta el 1521 a la ciutat de Puerto Rico (canviat a San Juan Bautista el mateix any). Va ser destruïda per un huracà i l'estructura actual és del 1540, sent reconfigurada en segles més tardans, l'última vegada el 1917.
La primera escola de Puerto Rico (i l'escola més vella en els Estats Units després que Puerto Rico es va convertir en un territori associat als Estats Units) fou la Escuela de gramática. Aquesta escola va ser creada pel Bisbe Alonso Manso l'any 1513, en l'àrea on la catedral fou construïda més tard. L'escola era gratuïta i s'ensenyaba llengua llatina, literatura, història, ciència, art, filosofia i teologia.
La catedral conté la tomba de l'explorador espanyol i fundador del poble Juan Ponce de León. També té un santuari al beat Carlos Manuel Rodríguez Santiago, el primer porto-riqueny, el primer laic nascut al Carib i primer laic en la història dels Estats Units en ser beatificat.
El primer organista de la Catedral de San Juan Juan fou el Canari Domingo Crisanto Delgado Gómez qui va venir de l'illa de Tenerife el 1836, on va ser un compositor de la Catedral de La Laguna.

## Galeria

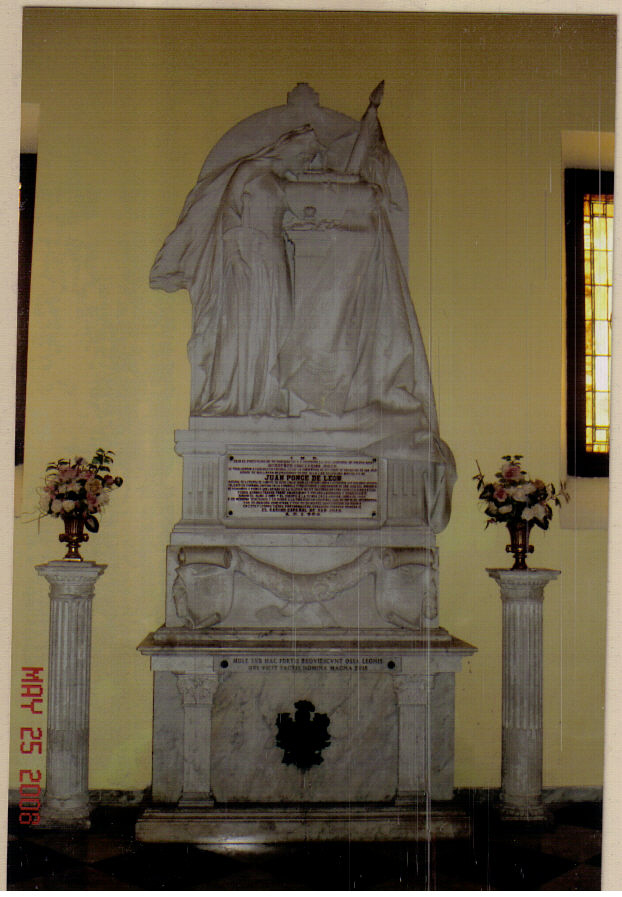
Tomba de Juan Ponce de León
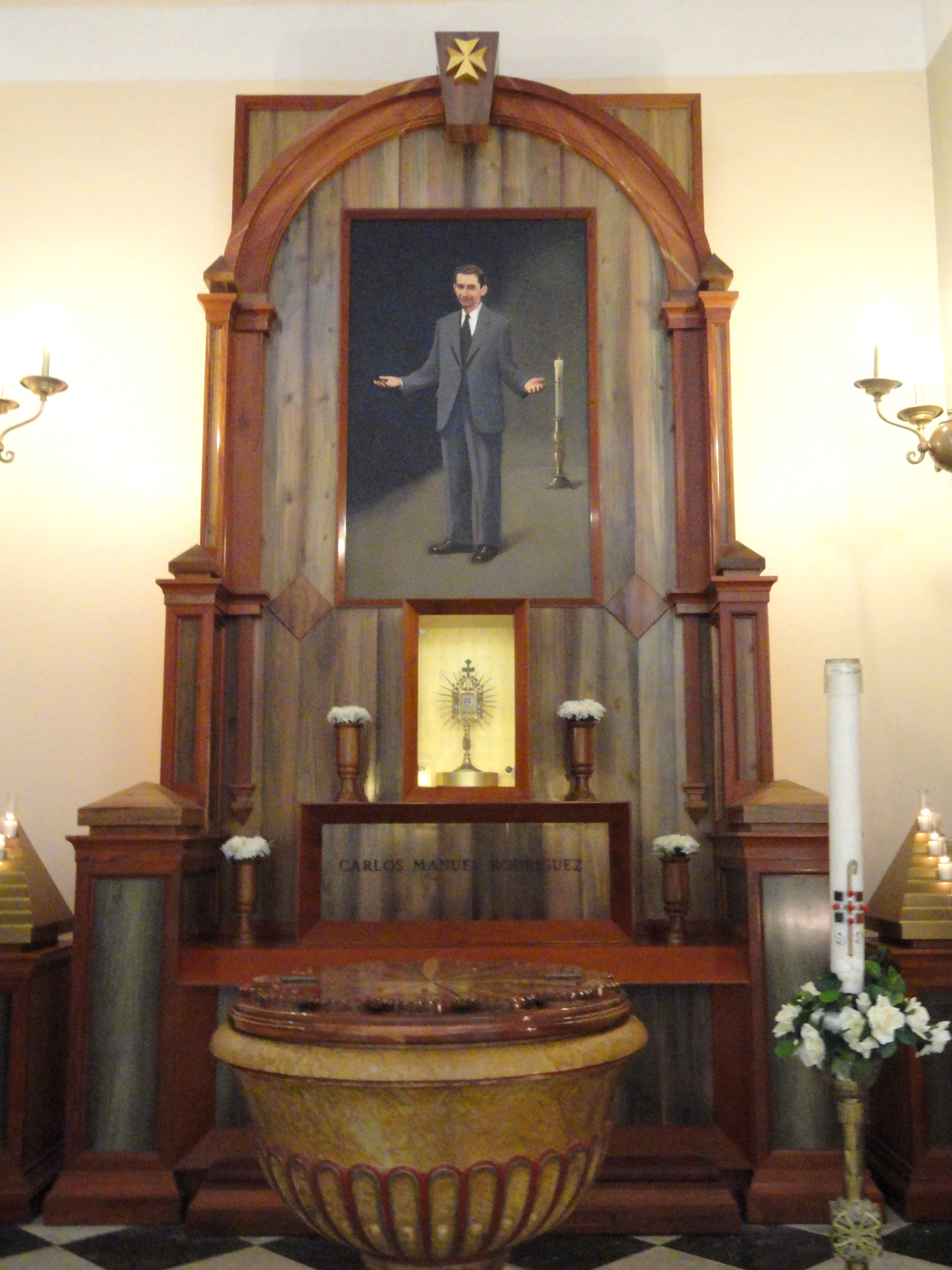
Reliquies def Carlos Manuel Rodríguez Santiago
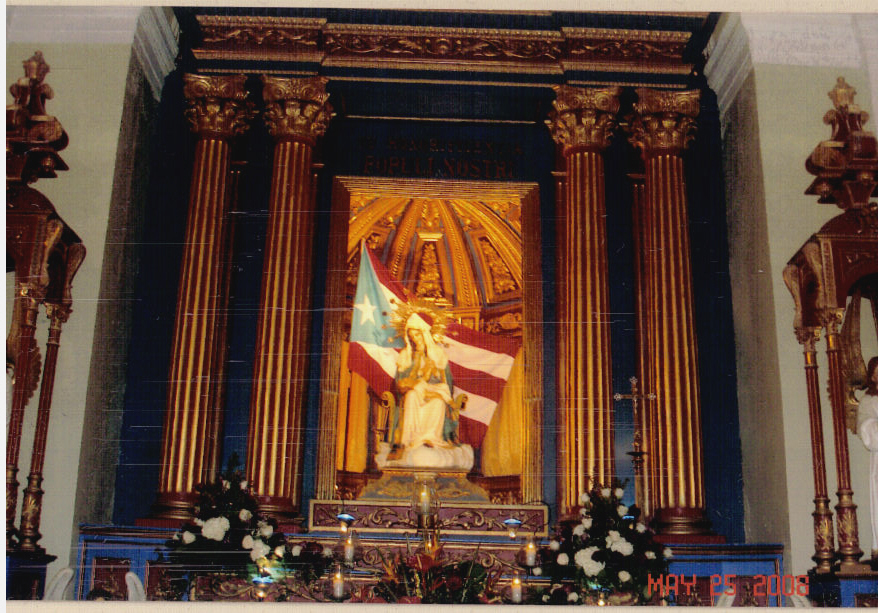
Mare de Déu de la Providència
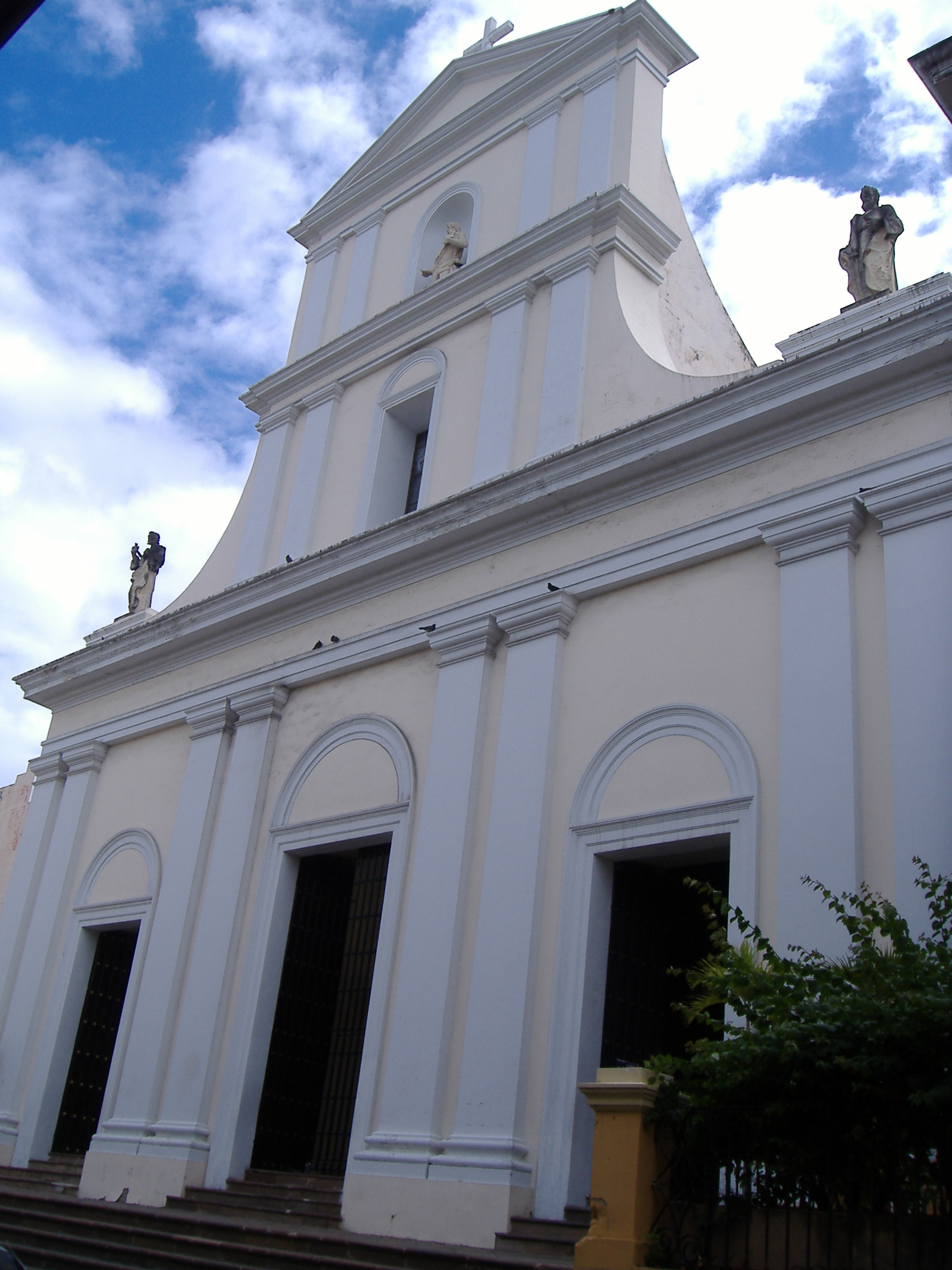
Vista exterior